# ريكاردو ألميدا ريبيرو
ريكاردو ألميدا ريبيرو (9 مايو 1997 في البرتغال - ) هو لاعب كرة قدم برتغالي في مركز الهجوم. شارك مع منتخب البرتغال تحت 18 سنة لكرة القدم ومنتخب البرتغال تحت 19 سنة لكرة القدم. أما مع النوادي، فقد لعب مع موريرينسي.

## وصلات خارجية
- ريكاردو ألميدا ريبيرو على موقع قاعدة بيانات كرة القدم.إي يو (الإنجليزية)
- ريكاردو ألميدا ريبيرو على موقع Soccerway.com (الإنجليزية)